# Підкид

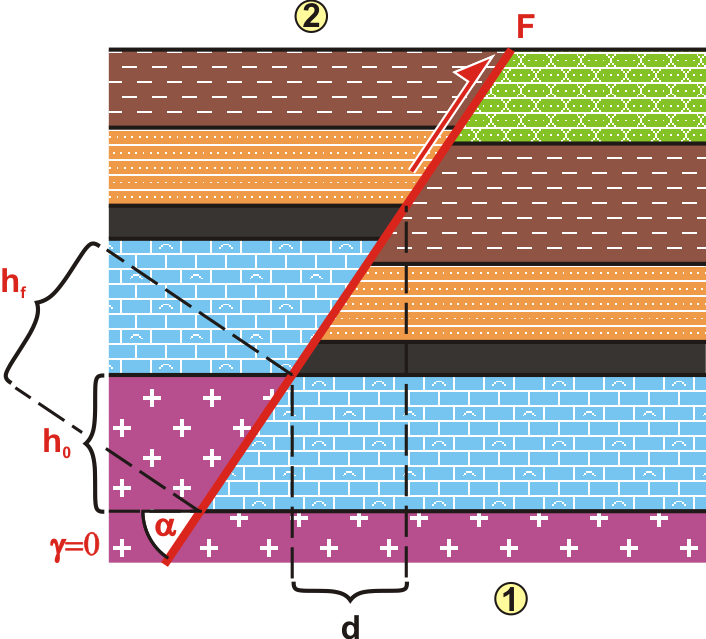
Нормальний підкид.
1 — лежаче крило,
2 — висяче крило,
F — площина зміщувача,
h_{0} — істинна амплітуда підкиду,
h_{f} — амплітуда по зміщувачу,
α — кут падіння зміщувача,
γ — кут падіння пластів,
d — подвоєння пласта

Підкид — диз'юнктивне порушення в товщі гірських порід. При підкиді рух порід відбувається по зміщувачу, нахиленому до горизонту. Породи висячого боку при цьому, які лежать вище поверхні зміщення, пересуваються по ній угору по лінії розриву, а породи лежачого боку зазнають відносного зміщення вниз. Підкиди, переважно, утворюються в умовах тангенціального стиснення, часто в зв'язку зі складчастістю. Геометричний ефект підкиду полягає в скороченні земної поверхні.

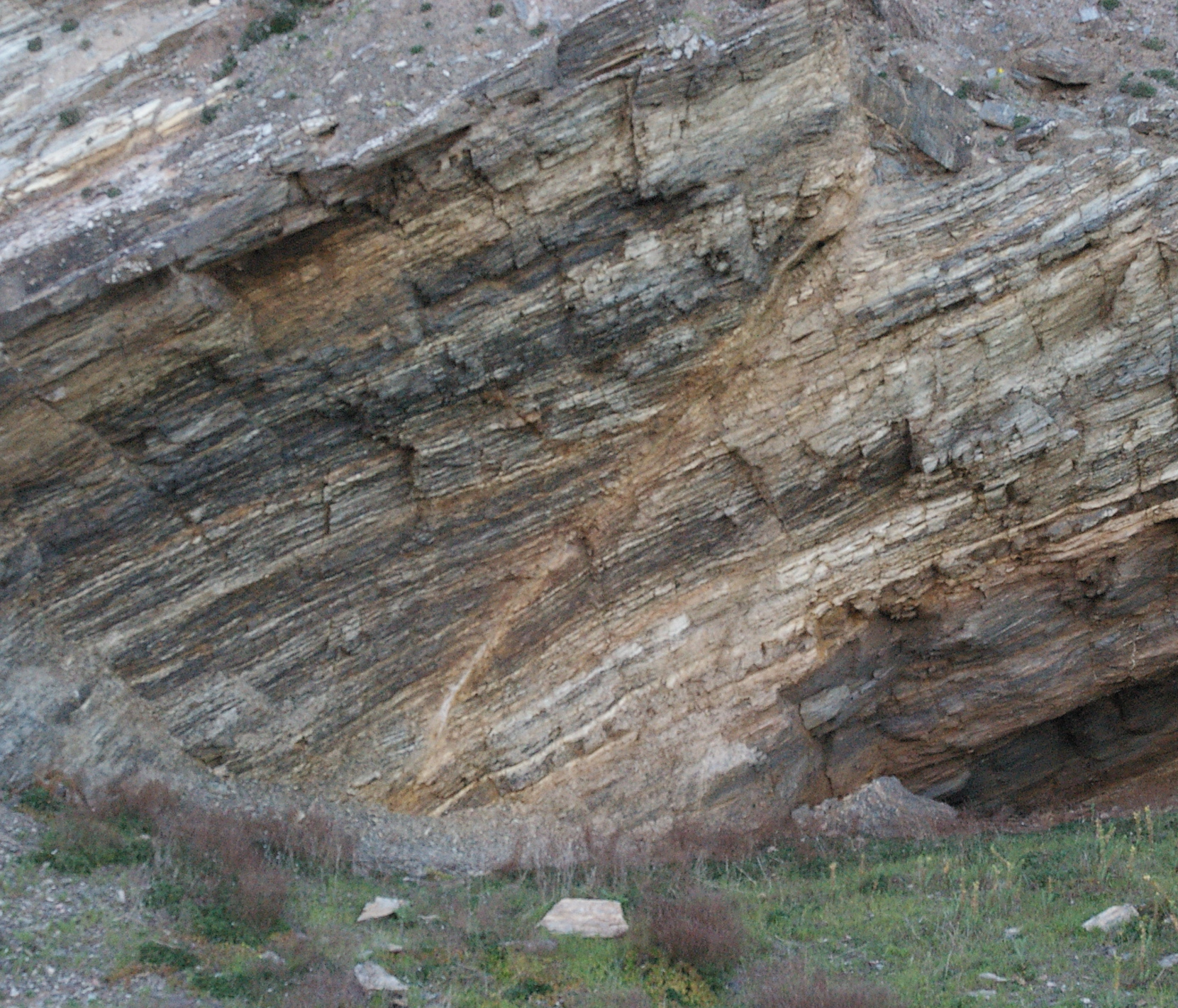
Підкид в товщі метаморфічних порід біля Аделаїди, Австралія